# Jerome Liebling

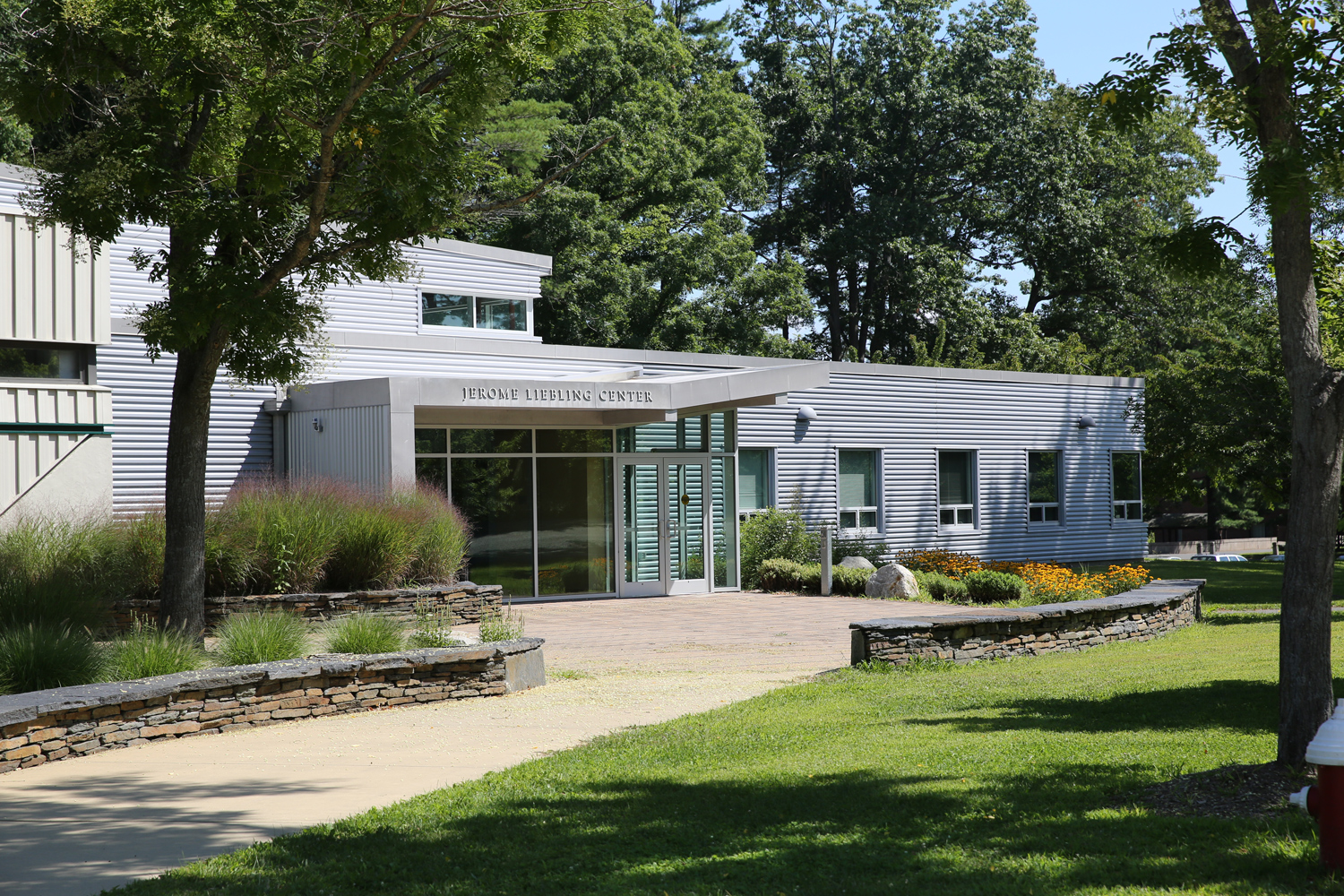
Jerome Liebling Center for Film, Photography, and Video. Hampshire College in Amherst, Massachusetts

Jerome Liebling (* 16. April 1924 in New York City; † 27. Juli 2011 in Northampton, Massachusetts) war ein US-amerikanischer Fotograf, Filmemacher und Hochschullehrer.
Als Mitglied der Photo League prägte er maßgeblich die sozialdokumentarische Fotografie in der Mitte des 20. Jahrhunderts. Die Photo League war eine Organisation von Fotografen in New York, die sich der Dokumentation des Lebens in den Arbeitervierteln widmete. Sie wurde 1936 gegründet und bot ihren Mitgliedern Schulungen, Ausstellungsräume und eine Plattform für den Austausch über soziale und kreative Themen. Die Photo League wurde 1951 aufgelöst, nachdem sie während der McCarthy-Ära auf die schwarze Liste des US-Justizministeriums gesetzt worden war. Die Photo League spielte eine wichtige Rolle bei der Entwicklung der sozialdokumentarischen Fotografie in den USA.

## Leben
Jerome Liebling wurde in Manhattan, New York City, geboren. Während des Zweiten Weltkriegs diente er in Europa und Nordafrika. Nach dem Krieg kehrte er in die USA zurück und studierte am Brooklyn College bei Walter Rosenblum und Ad Reinhardt. 1947 trat er der Photo League bei, einer Fotografenkooperative in New York, die sich der sozialdokumentarischen Fotografie widmete. Dort studierte er bei Paul Strand, gab selbst Kurse, nahm an Gruppenausstellungen teil und war Mitglied des Exekutivkomitees. 1948 studierte er Filmproduktion an der New School for Social Research und arbeitete als Dokumentarfilmer. 1949 gründete Liebling das Fotografieprogramm an der University of Minnesota, wo er bis 1969 lehrte, bevor er die Abteilung für Film und Fotografie am Hampshire College in Amherst, Massachusetts, aufbaute. Dort war er bis zu seiner Emeritierung tätig war. Zu seinen Studenten gehörte der Dokumentarfilmer Ken Burns, der Liebling als seinen Mentor bezeichnete.
Jerome Liebling erhielt zahlreiche Auszeichnungen, darunter zwei Guggenheim Fellowships und ein Stipendium des National Endowment for the Arts. Seine Arbeiten sind in den Sammlungen bedeutender Museen vertreten, darunter das Museum of Modern Art in New York, die National Gallery of Art und das Smithsonian American Art Museum.

## Werk
Jerome Lieblings Fotografien zeichnen sich durch ihren Fokus auf das alltägliche Leben und Menschen am Rande der Gesellschaft aus. Seine Mitgliedschaft in der Photo League beeinflusste seinen dokumentarischen Stil, der auf die unverfälschte Darstellung sozialer Realitäten abzielt. Zu seinen bekannten Serien gehören Aufnahmen von Kindern in New York City, vom ländlichen Leben in Minnesota und Porträts von Arbeitern. Sein Werk ist geprägt von Einfühlungsvermögen und einem tiefen Verständnis für die menschliche Erfahrung.

## Jerome-Liebling-Zentrum
Das Zentrum wurde nach Jerome Liebling benannt, der 1969 die Abteilung für Film und Fotografie am Hampshire College gründete. Das Jerome Liebling Center for Film, Photography and Video am Hampshire College in Amherst, Massachusetts, ist eine Einrichtung, die sich der Lehre und Produktion in den Bereichen analoge und digitale Fotografie, Film und Video widmet. Jerome Liebling war ein wichtiger Mentor für viele Studenten, darunter der Dokumentarfilmer Ken Burns.